# Magaria
Magaria est une ville et une commune urbaine du département de Magaria, dans la région de Zinder, au sud du Niger.

## Géographie

### Administration
Magaria est une commune urbaine du département de Magaria, dans la région de Zinder au Niger.

C'est le chef-lieu de ce département.

### Situation
Magaria est située à environ 90 km au sud de Zinder et 740 km à l'est de Niamey, la capitale du pays
.
| Kouaya | Bandé   |           |
| Yékoua | Magaria | Dantchiao |
|        | Nigeria |           |

## Population
La population de la commune urbaine était estimée à 106 391 habitants en 2011
,.

## Économie

### Transport et communication
La ville se trouve sur la route nationale N11, axe nord-sud qui relie Agadez au Nigéria via Zinder.